# Darth Plagueis
Darth Plagueis el Sabio es un personaje ficticio del universo Star Wars. Fue el sith más sabio de todos los tiempos y maestro de Darth Sidious (Palpatine, maestro de Anakin Skywalker/Darth Vader).

## Biografía
Darth Plagueis era un Lord Oscuro de los Sith. Según la leyenda, era tan poderoso que aprendió a utilizar los midiclorianos para prevenir la muerte de sus seres queridos y crear vida, entre otras cosas. Era excesivamente precavido, tenía muchísimo poder y lo único que temía era perderlo; por eso le enseñó todo lo que sabía a su alumno Darth Sidious, a excepción de la habilidad para crear y mantener la vida. Su aprendiz, al haber obtenido casi todo su conocimiento, lo traicionó y lo mató mientras dormía. Se desconoce si Darth Plagueis tenía previsto enseñarle a Darth Sidious sus técnicas secretas, y Palpatine lo mató antes, o bien si nunca tuvo previsto hacerlo. Según Sidious, cuenta que la habilidad de lograr engañar a la muerte es un poder que solo uno ha logrado, por lo que afirma que Darth Plagueis jamás quiso enseñarle el secreto y es así que su aprendiz Sidious no sabía nada de la habilidad.
Tal afirmación se menciona en la película La venganza de los Sith, en una escena donde Sidious le cuenta a Anakin el destino de Darth Plagueis. También es mencionado en el primer episodio de Star Wars por Qui-Gon Jinn cuando le comenta a Yoda sobre Anakin. En caso de que Darth Plagueis hubiera creado a Anakin (siendo el primero padre del segundo), esto nos daría el motivo de por qué Palpatine mataría a su maestro sin haber adquirido los secretos del legendario Sith, pues al haber creado a un ser superior en todos los aspectos a su aprendiz, Palpatine temería por su vida y también se sentiría traicionado por su maestro, así que lo mató antes de que su maestro lo hiciera. Tampoco se sabe si su maestro intentó matarlo a él.
Según el libro «Darth Plagueis» su nombre real era Hego Damask, jefe del Clan Bancario, alienígena de raza Muun. Fue entrenado por un alienígena de raza bith, llamado Darth Tenebrous, quien fue asesinado cuando ya no tenía más que aprender de él. Una vez tomado como aprendiz de Lord Sith, Damask cambió su nombre a Darth Plagueis (una costumbre común entre aquellos practicantes de las artes oscuras, una vez ingresados al Lado Oscuro de la Fuerza). Tenebrous creía en la ciencia y no le veía a Darth Plagueis la capacidad suficiente para ser el próximo maestro sith, según le confesó en su lecho de muerte. El plan original de Plagueis era el dominio de la galaxia, se puso a realizar cursos de acción que le facilitaran el plan y así eliminar a los posibles elementos fuertes en la fuerza no identificados por los Jedis, dando así con Darth Sidious con menos de 21 años, tomándolo como aprendiz y entrenándolo y usando su habilidad política y su carisma hasta hacerlo llegar como Canciller principal de la república. Darth Plagueis para este punto ya tenía pleno control de los midiclorianos y, 8 años antes de la elección de Palpatine, había convocado a la Fuerza para que le mandaran un enviado, un ser creado por la misma Fuerza. Se desconoce a ciencia cierta si fue por orden de Plagueis o si la fuerza simplemente creó a Anakin como respuesta a los tiempos oscuros que se avecinaban. Conocedor que la orden Jedi estaba caduca, entrenó al Sith más siniestro de su era, el cual ya había tomado como aprendiz 20 años antes al Zabrak llamado luego Darth Maul, quebrantando la regla de los dos sith. 
Celebrando la elección de Palpatine, se descuidó y fue embriagado por Darth Sidious, el cual aprovechando que después de 20 años se permitía un descanso, lo asesina aplicando los rayos sith, muriendo lentamente. Darth Plagueis estuvo convencido de la lealtad de Darth Sidious e incluso decía que con la muerte de su maestro Darth Tenebrous la regla de Darth Bane de un alumno y un maestro había caducado. Darth Sidious lo mató aprovechando la guardia baja y le demostró que esa regla no acabaría nunca, además ya no tenía más que aprender, los conocimientos para influir en la vida Darth Plagueis se los llevó a la tumba, siendo esa su tragedia: Darth Plagueis, el Sabio, podía salvar vidas ajenas, menos la suya. Darth Sidious consideraba que Plagueis fue su profesor pero no su maestro y que pese a su increíble poder, se había apartado del plan original sith de dominio de la galaxia, y se había preocupado en él mismo y su búsqueda de la inmortalidad.

## Poderes y habilidades
Poco se sabe de este Lord Sith, de sus habilidades con la espada láser y sus poderes de la Fuerza. Sin embargo, es necesario hacer notar que el hecho de que Palpatine lo hubiese matado mientras dormía, evitando un enfrentamiento, podría ser prueba de su gran poder. Según el libro, Darth Plagueis era letal como todo Lord Sith, sin embargo, los nuevos Sith ya no buscaban el dominio del rival por medio de las habilidades físicas, sino por medio de la confusión, de la seducción, y del uso de la fuerza. Las acrobacias Jedis e incluso el uso de la esgrima les parecían anacrónicos. El modo de ataque y dominio de la galaxia no iba a ser por medio de ejércitos de Sith, sino por medio de corrupción y de volver caduco el sistema de la república Galáctica. En este sentido, Darth Plagueis consideraba a Darth Sidious superior en el arte de convencimiento y un igual en el uso de la fuerza, aunque inferior en el tema de volver a la vida. Pese a la extraordinaria habilidad de Darth Maul, lo consideraba un retroceso en el ámbito Sith.
Sin embargo, prueba del increíble y legendario poder de Darth Plagueis es sin duda la habilidad que tenía para mantener la vida influenciando los Midiclorianos; es un poder que no se ha visto nunca antes ni después de Plagueis en ningún Jedi o Sith.
Para crear vida en el universo Star Wars deben crearse midiclorianos que mantengan ésta en el ser vivo, recordando que son los midiclorianos los que dan el poder en el Jedi o Sith. Cualquier persona entrenada para usar la Fuerza sabe que Plagueis tendría un potencial infinito de poder, incluso usuarios de la fuerza como Yoda, Darth Sidious o incluso Anakin el cual es el elegido de la profecía y se sabe que tenía más de 20,000 midiclorianos, son inferiores a Plagueis ya que este tiene un nivel de midiclorianos ilimitado, ni siquiera el cristal kyber el cual aumenta el poder 1000 veces, puede rivalizar con el Sith, ya que él tiene control total de los midiclorianos lo cual le da otros poderes como disminuir o aumentar los poderes de los demás usuarios de la fuerza, en la contraportada de la novela Darth Plagueis de James Luceno confirma que Darth Plagueis fue el Lord Sith más poderoso que existió y nos plantea la interrogante ¿podría ser el único que nunca murió?